# 심세준
심세준(1982년 6월 6일 ~)은 전 KBO 리그 롯데 자이언츠의 야구 선수다. 경남고등학교, 동아대학교 졸업 후 경찰 야구단의 창단 멤버가 되었으며, 전역 후 2008년에 롯데 자이언츠에 입단했다. 사촌 누나는 배우 안선영이고, 아내가 현 롯데홈쇼핑 쇼호스트로 근무중인 조수아이다. 이후 센텀중학교, 썬앤펀 리틀야구단 감독을 맡았다.